# Chân Đức nữ vương
Chân Đức nữ vương (tiếng Hàn: 진덕여왕/ 眞德女王/ Jindeok Yeowang), tên thật Kim Seung-man (tiếng Hàn: 김승만/ 金勝曼 (Kim Thắng Mạn)), là một nữ vương của Tân La, một trong Tam Quốc Triều Tiên, trị vì từ năm 647 đến năm 654. Bà là con của Galmunwang Gukban (tiếng Hàn: 국반갈문왕/ 國飯葛文王 (Quốc Phạn Cát Văn Vương)), em trai Chân Bình vương, do đó là em bà con chú bác với Thiện Đức nữ vương.
Bà là vị vua thứ 28 và là nữ vương thứ hai, kế vị từ nữ vương thứ nhất của bán đảo Triều Tiên, Thiện Đức nữ vương. Trong vương quốc Tân La dưới triều Thiện Đức nữ vương, Thượng đại đẳng Bidam (chữ Hán:毗曇; Bì Đàm) là người đã lãnh đạo một cuộc nổi loạn chống lại bà ta vào ngày 7 tháng 1 âm lịch năm 647 (tức là ngày 16 tháng 2 năm 647), vì ông ta cho rằng "một nữ vương không thể điều hành một quốc gia" (Nguyên văn: 女主不能善理: "Nữ vương bất năng thiện lý"). Quân đội của Bidam nhanh chóng đánh đến trước kinh đô của Tân La, chuẩn bị kịch chiến với quân đội của Thiện Đức nữ vương trong kinh đô.
Truyền thuyến nói rằng, trong cuộc binh biến này, có một ngôi sao đã rơi xuống, Bidam và tùy tùng cho rằng đó chính là dấu hiệu kết thúc giai đoạn trị vì của Thiện Đức nữ vương. Quân đội của Bidam lên tinh thần và quân đội của nữ vương bị mất nhuệ khí. Kim Yu Shin (chữ Hán:김庾信, Kim Dữu Tín) đã khuyên Thiện Đức nữ vương thả lên trời một con diều lửa nhằm tuyên bố rằng ngôi sao nọ (con diều lửa nhìn từ xa trong đêm giống như một ngôi sao) đang trở về chỗ cũ của nó. Quân đội của Bidam bị hốt hoảng và bị quân đội của Thiện Đức nữ vương đánh bại vài trận.
Thiện Đức nữ vương từ trần vào ngày 11 tháng 1 âm lịch năm 647, tức là ngày 20 tháng 2 năm 647. Khi Chân Đức Nữ Vương bước lên ngai vàng của Tân La, cuộc nổi loạn của Bidam mới bị dập tắt. Mười ngày sau cuộc nổi loạn, Bidam cùng 30 người tùy tùng đã bị hành quyết vào ngày 17 tháng 1 âm lịch năm 647, tức là ngày 26 tháng 2 năm 647. Mười ngày sau khi Thiện Đức nữ vương qua đời, Chân Đức nữ vương phong cho Kim Alcheon thay thế chức vụ Thượng đại đẳng của Bidam vào ngày 21 tháng 1 âm lịch năm 647, tức là ngày 2 tháng 3 năm 647.
Trong thời gian trị vì của Chân Đức nữ vương từ năm 647 đến năm 654, Tân La đã đấu tranh với Bách Tế (đời vua Bách Tế Nghĩa Từ Vương) nhằm tìm kiếm sự công nhận của nhà Đường (các đời vua Đường Thái Tông, Đường Cao Tông).
Trong năm 647, vua Bách Tế Nghĩa Từ Vương của Bách Tế đã huy động quân đội tấn công Tân La, chiếm được vài thành của Tân La.
Năm 648, vua Bách Tế Nghĩa Từ Vương của Bách Tế đã huy động quân đội tấn công Tân La, lại chiếm thêm vài thành của Tân La.
Năm 649, vua Bách Tế Nghĩa Từ Vương của Bách Tế đã huy động quân đội tấn công Tân La, tiếp tục chiếm thêm vài thành của Tân La.
Năm 650, tướng Tân La là Kim Yu-shin (Kim Dữu Tín) lãnh đạo quân Tân La đánh chiếm lại vài thành trì của Bách Tế (đời vua Bách Tế Nghĩa Từ Vương).

## Trong văn hóa nghệ thuật
- Lee Young-ah, Son Yeo-eun và Kim Hyun-soo vào vai công chúa Kim Thắng Mạn (Chân Đức nữ vương lúc nhỏ) và Chân Đức nữ vương trong phim truyền hình Hàn Quốc Dream of the Emperor (2012 - 2013).